# Линарес, Кармен
Ка́рмен Паче́ко Родри́гес (исп. Carmen Pacheco Rodríguez, известная как Ка́рмен Лина́рес; род. 1951, Линарес, провинция Хаэн) — испанская певица, исполнительница фламенко и национальных испанских песен. Творчество Кармен Линарес отличается широким разнообразием стилей фламенко, что ставит её в один ряд с Niña de los Peines.
Кармен Линарес благодаря своим заслугам завоевала привилегированное место в современной испанской культуре. Он принадлежит к лучшему поколению фламенко вместе с Камароном, Пако де Лусия, Энрике Моренте, Маноло Санлукаром, Хосе Мерсе и Томатито.

## Биография
В 1965 году Кармен Линарес вместе со своей семьей переехала в Мадрид, где познакомилась с такими известными исполнителями фламенко, как Рафаэль Ромеро, Фосфорито и Хуан Вареа. Свой профессиональный путь Кармен начала в танцевальном коллективе Кармен Моры. В 1970 году Линарес выпустила свой первый диск.
В семидесятых годах она работала в Мадриде в таблао, а в восьмидесятых - на национальных фестивалях вместе с такими выдающимися артистами, как Энрике Моренте, Камарон, Кармен Мора и братья Хуан и Пепе Хабичуэла. Так все началось.
Кармен золотыми буквами написала последние 40 лет истории испанской музыкальной культуры: как сольную кантаору она начала в 1980 году с Хуаном и Пепе Хабичуэлой, в девяностые годы она оправдала себя, выпустив прекрасные альбомы, и закрепила себя своим важным альбомом "Anthology". Объявлен одним из 10 лучших альбомов в истории фламенко.
Всемирно известный художник, он мастерски исполнил "El Amor Brujo" Мануэля де Фальи с симфоническими оркестрами на сценах Нью-Йорка, Парижа, Буэнос-Айреса, Токио и Сиднея. Он участвовал в проектах таких великих художников, как Маноло Санлукар, Бланка. Ли, Ури Кейн, Виктор Уллате и т. Д.
Работала в театре и сарсуэле.
Среди последних проектов — участие в спектакле «Cuatro Esquinas» вместе с кантаором Miguel Poveda, гитаристом Хуаном Карлосом Ромерой и танцовщицами фламенко Росио Молиной (в Гонконге) и Пасторой Гальван (во всех других представлениях). Спектакль был представлен в Гонконге (9 и 10 ноября 2007 года), в США (Майями, Нью-Йорк и Вашингтон, февраль 2008 года) и Лондоне (март 2008 года)
Национальная музыкальная премия 2001 года, более 30 наименований, включая его собственные альбомы и совместные работы, Незабываемые дуэты с Серратом, Аркангелем, Сильвией Перес Крус и Мигелем Поведой. Учитель новых поколений, голос фламенко наших поэтов Федерико Гарсиа Лорка, Хуана Рамона Хименеса и Мигеля Эрнандеса.
В ноябре 2008 года Кармен Линарес записала совместно с гитаристом Карлосом Ромеро диск «Raíces y alas» с композициями на стихи Хуана Рамона Хименеса.
Он создал свой собственный звукозаписывающий лейбл в 2007 году, совершил международные туры со своей компанией и, конечно же, его недавний успех в Нью-Йорке с историческим выступлением с Мариной Эредиа и Аркангель в 2018 году в Карнеги-холле и в 2019 году признанием World Music Award от Университет Беркли.
В этом сезоне 2021/2022 состоится премьера «Кантаора: 40 лет фламенко». Его новый проект с обширным репертуаром, великолепным составом музыкантов, танцевальной хореографией, звездными моментами канте хондо и данью уважения Пако де Люсии, Энрике Моренте и Мерседес Соса. Уникальный тур, в котором примут участие такие приглашенные артисты, как Мигель Поведа, Эстрелла Моренте, Питинго, Хосе Мерсе и Лус Казаль.
«Это шоу - моя большая дань уважения искусству фламенко. После 40 лет сольной карьеры я горжусь тем, куда пришла как артист и как женщина в музыке ». CARMEN LINARES

## Награды
В 1997 году Кармен Линарес получила серебряную медаль Андалусии.

## Дискография
- Raíces y alas (2008). На стихи Juan Ramón Jiménez.

Carmen Linares (канте), Juan Carlos Romero (гитара).
- Un ramito de locura (2002).

Carmen Linares (канте), Gerardo Núñez (гитара), Pablo Martín (контрабас), Cepillo (перкуссия).
- Locura de brisa y trino (2000).

Carmen Linares (канте), Manolo Sanlúcar & Isidro Sanlúcar (гитара), Tino di Geraldo (перкуссия).
- Antología de la mujer en el cante (1996, переиздан в 2007).

Carmen Linares (канте), с участием различных гитаристов.
- Canciones populares antiguas (1995).

Carmen Linares (канте).
- Desde el alma — Cante flamenco en vivo (1994).

Carmen Linares (канте), Paco Cortés & Miguel Angel Cortés (гитара), Jesús Heredia (перкуссия).
- La luna en el río (1991).

Carmen Linares (канте), Paco Cortés, Pedro Sierra (гитара), Carles Benavent (бас), Jesús Heredia (перкуссия), Javier Barón (танец).